# 西会清真寺
西会清真寺，位于北京市朝阳区管庄地区西会村。2013年1月，朝阳区文化委员会为“西会清真寺”立有“北京市朝阳区普查登记文物”牌。

## 简介
会村形成于元朝，《元史·河渠志》“通惠河”条中，已记载有“会村闸”。西会清真寺始建于清朝道光年间。根据考证，该寺是在一座藏传佛教喇嘛庙的基础上改建而成，此后的历次修缮没有详细的记载。1960年代后期起清真寺被占用，直至1984年落实宗教政策，并得到了局部修缮。1999年翻新礼拜大殿，并新建南北配房，加建大门建筑、女讲堂和女水房等。
该寺坐西朝东。正殿面阔三间，进深是一卷勾连搭箍头脊，后殿顶上出有六角攒尖亭，蓝色的铜宝顶上镶嵌有铁月牙。殿内匾额“清真无二”为清朝道光年间体仁阁大学士曹振镛书写，殿前有两株柏树。南北配殿各三间，其中南配殿为讲堂，北配殿为水房。大门两侧有一对抱鼓石。